# Paris-Évreux
Paris-Évreux est une course cycliste française disputée au mois de mars. Elle a été organisée pour la première fois en 1896,
Avant sa disparition, la course fait partie du calendrier national de la Fédération française de cyclisme.

## Histoire
Elle est organisée pendant l'entre-deux-guerres par le Vélo Club de Levallois de Paul Ruinart.

## Palmarès
| Année     | Vainqueur                    | Deuxième               | Troisième              |
| --------- | ---------------------------- | ---------------------- | ---------------------- |
| 1896      | Bertrand                     | Perrin                 |                        |
| 1897      | Marcel Doré                  | Steines                |                        |
| 1898-1907 | non disputé                  |                        |                        |
| 1908      | Fernand Bonnet               | A. Thomann             | Jules Champeaux        |
| 1909      | Victor Philippe              | Gaston Lorrain         | Gaston Degy            |
| 1910      | Georges Perrette             | Honoré Barthélémy      | Victor Philippe        |
| 1911      | non disputé                  |                        |                        |
| 1912      | René Vandenhove              | Auguste Sabatier       | Jean Carnet            |
| 1913      | René Vandenhove              | Charles Mantelet       | Pierre Vugé            |
| 1914      | Charles Mantelet             | Francis Pélissier      | Maurice Daum           |
| 1915      | non disputé                  |                        |                        |
| 1916      | Louis Ippia                  | Lucien Choury          | Jouanneau              |
| 1917      | Max Berry                    | Fourier                | Hoffbourg              |
| 1918      |                              |                        |                        |
| 1919      | Achille Souchard             |                        |                        |
| 1920      | Achille Souchard             | Georges Habert         | Marius Chocque         |
| 1921      | Robert Grassin               | Marcel Gobillot        | Gabriel Marcillac      |
| 1922      | Gabriel Marcillac            | Marcel Gobillot        | Roger Lacolle          |
| 1923      | Achille Souchard             | René Deguai            | Raymond Combescot      |
| 1924      | Alexis Blanc-Garin           | Georges Leblanc        | André Vugé             |
| 1925      | Pierre Magne                 | André Leducq           | Georges Wambst         |
| 1926      | Armand Blanchonnet           | Octave Dayen           | René Brossy            |
| 1927      | André Aumerle                | René Brossy            | Raymond Beyle          |
| 1928      | Jules Merviel                | Léon Bessières         | F. Lefèbvre            |
| 1929      | Robert Rigaux                | Paul Chocque           | André Aumerle          |
| 1930      | Paul Chocque                 | Aimé Trantoul          | Léon Le Calvez         |
| 1931      | Amédée Fournier              | René Le Grevès         | Robert Rigaux          |
| 1932      | Fernand Mithouard            | Étienne Parizet        | Raymond Horner         |
| 1933      | René Debenne                 | Georges Vey            | Jean Goujon            |
| 1934      | René Debenne                 | René Durin             | Louis Thiétard         |
| 1935      | Marco Cimatti                | Jean Goujon            | Gérard Virol           |
| 1936      | Robert Charpentier           | Gérard Virol           | Raymond Lemarié        |
| 1937      | Paul Couderc                 | Elia Frosio            | Bernard Voise          |
| 1938      | Domenico Pedrali             | Armand Le Moal         | Luigi D'Orlando        |
| 1939      | Robert Dorgebray             | Lionel Talle           | Pierre Chazaud         |
| 1940      | non disputé                  |                        |                        |
| 1941      | Georges Blum                 | Édouard Muller         | Kléber Piot            |
| 1942      | Raoul Chapuis                | Valère Ollivier        | Ange Le Strat          |
| 1943      | Jean Ferrand                 | Pierre Jodet           | Albert Dolhats         |
| 1944      | Roger Rioland                | André Mahé             | Jean Baldassari        |
| 1945      | Émile Carrara                | Maurice Diot           | José Beyaert           |
| 1946      | Marcel Charpentier           | Jean Trochet           | Paul Pothée            |
| 1947      | Roger Queugnet               | Jean Baldassari        | Pierre Coudert         |
| 1948      | Alain Moineau                | Charles Coste          | Jean Le Nizerhy        |
| 1949      | Serge Blusson                | Lucien Fixot           | René Rouffeteau        |
| 1950      | Louis Viola                  | Robert Varnajo         | Armand Papazian        |
| 1951      | Stanislas Bober              | Henri Andrieux         | Roland Bezamat         |
| 1952      | Roland Bezamat               | Gilbert Saulière       | Jean Brevet            |
| 1953      | André Lemoine                | Jean Thaurin           | Marceau Coquerel       |
| 1954      | Pierre Brun                  | Simon Leborgne         | Michel Goria           |
| 1955      | Seamus Elliott               | Robert Andry           | Roger Darrigade        |
| 1956      | Camille Le Menn              | Philippe Gaudrillet    | Maurice Moucheraud     |
| 1957      | José Manuel Ribeiro da Silva | Reynaud                | Guy Claud              |
| 1958      | André Retrain                | Michel Dilloard        | Vincent Jaouen         |
| 1959      | Michel Dilloard              | Claude Sauvage         | Alphonse Chiapolini    |
| 1960      | Anselme Cosperec             | Jacques Rebiffe        | Pierre Robin           |
| 1961      | Pierre Suter                 | François Le Her        | Bernard Launois        |
| 1962      | Raymond Réaux                | Alain Vera             | Fernand Etter          |
| 1963      | Aimable Denhez               | Adriano Dal Sie        | Paul Lemétayer         |
| 1964      | Pierre Campagnaro            | Jean-Yves Roy          | André L'Hostis         |
| 1965      | Jean-Yves Roy                | Ken Nuttall (en)       | Gérard Demont          |
| 1966      | Claude Guyot                 | Pierre Campagnaro      | Alain Escudier         |
| 1967      | Francis Ducreux              | Denis Van Gysel        | Christian Robini       |
| 1968      | Bernard Hulot                | Gérard Santi           | Gérard Briend          |
| 1969      | Daniel Ducreux               | Jean-Pierre Guitard    | Pierre Martelozzo      |
| 1970      | André Mollet                 | Claude Bossard         | Guy Castel             |
| 1971      | Claude Buchon                | Jean Patour            | Étienne Bouhiron       |
| 1972      | Jean-Pierre Guitard          | Bernard Bourreau       | Philippe Lebas         |
| 1973      | non disputé                  |                        |                        |
| 1974      | Bernard Vallet               | Jacky Barteau          | Gérard Naddéo          |
| 1975      | Rachel Dard (en)             | Gérard Simonnot        | Serge Plaut            |
| 1976      | Christian Schoumaker         | Grégoire Ruiz de Léon  | Jean-Raymond Toso      |
| 1977      | Patrick Friou                | Dino Bertolo           | Jonathan Boyer         |
| 1978      | Graham Jones                 | Sylvain Desfeux        | Marc Merdy             |
| 1979      | Robert Millar                | Pierre Le Bigaut       | Gilles Georges         |
| 1980      | Albert Penant                | Michel Duffour         | Loubé Blagojevic       |
| 1981      | annulé                       |                        |                        |
| 1982      | Stéphane Guay                | Yves Beau              | Charly Mottet          |
| 1983      | Yves Beau                    | Stéphane Guay          | Thierry Casas          |
| 1984      | Philippe Bouvatier           | Gérard Mercadié        | Stéphane Guay          |
| 1985      | Antoine Pétrel               | Jean-Louis Peillon     | Michel Friedmann       |
| 1986      | Kari Myyryläinen             | Vincent Thorey         | Bertrand Zielonka      |
| 1987      | Claude Carlin                | Mario Verardo          | Bruno Bonnet           |
| 1988      | Didier Virvaleix             | André Urbanek          | Didier Faivre-Pierret  |
| 1989      | non disputé                  |                        |                        |
| 1990      | Jean-Christophe Currit       | Olaf Lurvik            | Olivier Peyrieras      |
| 1991      | Michael Andersson            | Trond Karlsen          | Pascal Deramé          |
| 1992      | Carlo Meneghetti             | Bo André Namtvedt (de) | Jean-François Laffillé |
| 1993-1995 | non disputé                  |                        |                        |
| 1996      | Romāns Vainšteins            | David Millar           | Franck Perque          |
| 1997      | non disputé                  |                        |                        |
| 1998      | Cédric Dedoncker             | Sébastien Fouré        | Mickaël Leveau         |
| 1999      | Artūras Trumpauskas          | Carlo Meneghetti       | Alexandre Chouffe      |
| 2000      | Éric Duteil                  | Niels Brouzes          | Éric Leblacher         |
| 2001      | Mickaël Leveau               | Nicolas Méret          | Gabriel Rasch          |
| 2002      | Nicolas Méret                | Samuel Plouhinec       | Alexandre Sabalin      |
| 2003      | non disputé                  |                        |                        |
| 2004      | Graham Briggs                | Frédéric Simon         | David Drieux           |
| 2005      | annulé                       |                        |                        |
| 2006      | Mickaël Leveau               | Jérémie Galland        | Vincent Cantero        |
| 2007      | Jérémie Galland              | Mathieu Drujon         | Renaud Pioline         |
| 2008      | annulé                       |                        |                        |
| 2009      | Matthieu Converset           | Gaylord Cumont         | Benoît Drujon          |
| 2010      | Tomasz Olejnik               | Alexandre Lemair       | Tony Cavet             |
| 2011      | non-disputé                  |                        |                        |
| 2012      | annulé                       |                        |                        |
| 2013      | Samuel Plouhinec             | Jeroen Hoorne          | Jimmy Turgis           |
| 2014      | Jérémy Leveau                | Flavien Maurelet       | Mickael Olejnik        |
| 2015-2016 | annulé                       |                        |                        |
| 2017      | Risto Raid                   | Thomas Joly            | Justin Mottier         |
| 2018      | annulé                       |                        |                        |